# Philippe Grenier
Pour les articles homonymes, voir Grenier (homonymie).
Philippe Grenier, né le 14 août 1865 à Pontarlier (Doubs) et mort le 25 mars 1944 dans la même ville, est un médecin et homme politique français, premier député musulman de l'histoire de France,.

## Biographie
Né à Pontarlier (Doubs), il est le fils d'Hippolyte Grenier, capitaine de cavalerie, membre de l'état-major de Napoléon III ayant servi dans les chasseurs d'Afrique à Mostaganem (Algérie), et de Marie Thiébaud, fille de Charles Thiébaud, notaire de Pontarlier. Alors qu'il a six ans, son père meurt le 4 juin 1871. Scolarisé à Besançon, il obtient son baccalauréat et entre à la faculté de médecine de Paris en 1883 et en sort diplômé en 1890 pour ouvrir un cabinet à Pontarlier.
La même année, 1890, il rend visite à son frère cadet affecté à Blida en Algérie. La découverte de la culture musulmane lors de ce séjour sera pour lui une révélation, mais lui révèlera les faiblesses sociales de l'Empire colonial français. Considérant que « la France maintient les Algériens musulmans dans la misère et des injustices sociales », de retour en métropole, il se met à étudier le Coran. Quatre ans plus tard, en 1894, lors d'un deuxième voyage à Blida, il se convertit à l'islam. À la suite de sa conversion, il se rend à La Mecque à 29 ans et adopte la tenue traditionnelle des algériens (bottes berbères, gandoura, burnous et turban), comme Charles de Foucauld avant lui, ce qui ne manque pas d'attirer l'attention.
Élu conseiller municipal de Pontarlier, en toute logique, puisqu'il est médecin, il s'intéresse aux questions d'hygiène publique et d'aide aux nécessiteux.

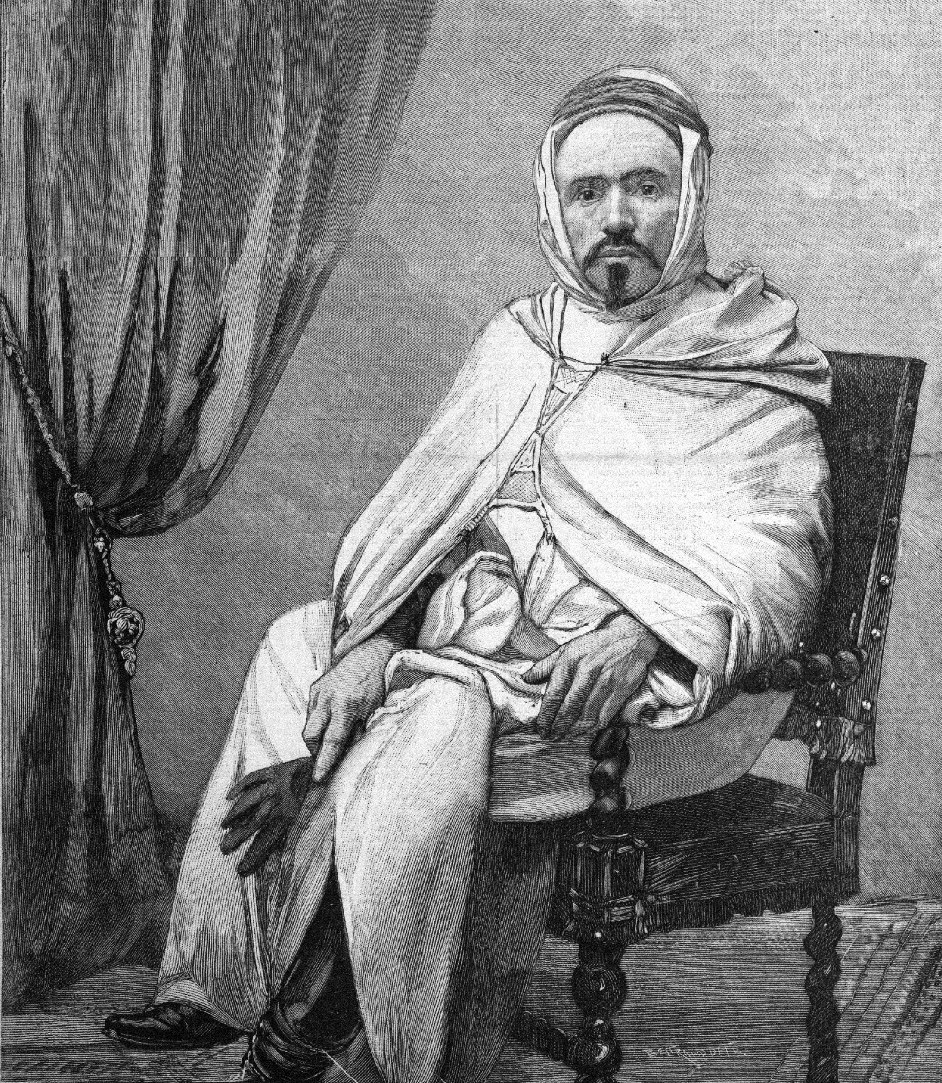
Le docteur Grenier, député de Pontarlier (gravure d'après une photographie de Pierre Petit, 1897).

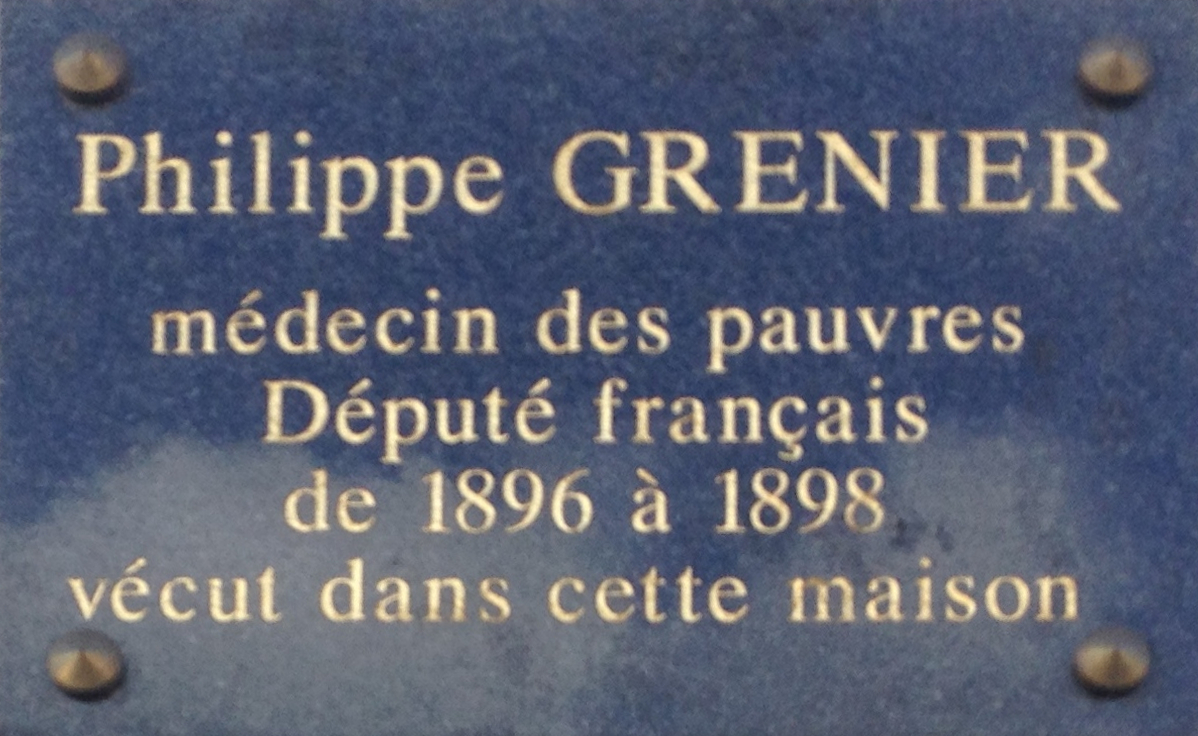
Plaque commémorative signalant la résidence de Philippe Grenier à Pontarlier.

Le député du Doubs Dionys Ordinaire, étant décédé, le docteur Grenier décide de tenter sa chance à l'élection partielle qui s'ensuit dans les rangs des radicaux.
Aussitôt, il devient  la curiosité de la presse de l'époque. Sa dévotion à l'Islam, bienveillante et inébranlable, s'inscrit dans un contexte de mise en valeur des terres colonisées, dont témoignent bien maladroitement les expositions coloniales. Évidemment cette colonisation a lieu au moins partiellement aux dépens des populations autochtones, dont il se fera le défenseur. Mais la société française n'était pas du tout consciente du conflit pourtant flagrant entre ses valeurs et ses intérêts.
Ainsi la personne de ce député atypique est-elle tournée en dérision : la presse le soupçonne de posséder un harem, de baiser le tapis de l'entrée de la Chambre des députés et de se laver continuellement les pieds. La presse se moque des « exubérances vestimentaires » du  « Docteur Philippe Grenier, prophète de Dieu » et à mots couverts, met ses capacités en doute,
Menant une campagne électorale d'une simplicité inédite, et grâce à un discours convaincant et à son programme social ambitieux pour l'époque, Philippe Grenier est élu au second tour avec 51 % des voix. Le 20 décembre 1896 , il devient ainsi le premier député musulman de l'histoire de France.
Mais il ne restera député du Doubs que de 1896 à 1898. La naïveté dont il témoigne torpille sa crédibilité. Il reste une sorte de sujet de dérision favori de la presse. En 1897 il est le sujet d'une chanson le tournant en dérision : Toujours kif-kif bourrico. Sur le conseil de Jean Jaurès, il se fait le « député des musulmans de France », et se rend souvent en Algérie française pour le besoin d'enquêtes parlementaires. La plupart de ses propositions portent sur l’amélioration du sort des sujets musulmans de la France en Algérie, mettant en garde contre les risques de « troubles très graves » en Algérie si les autres députés continuent à ignorer ses propositions. Du fait de ses prises de position éthiques et de son combat pour la respectabilité de l'islam français; les électeurs de Pontarlier commencent à lui reprocher de les délaisser, « d'oublier d'où il vient » et de qui il est censé défendre les intérêts.
Philippe Grenier exacerbe encore l'incompréhension de son électorat lorsque, en tant que médecin et musulman, il s'engage dans la lutte contre l'alcoolisme. Philippe Grenier soutient une proposition de loi sur la diminution du nombre des débits de boisson et la taxation des liqueurs dans le but de financer la création d'une armée indigène sur le territoire métropolitain — son second cheval de bataille étant la défense nationale.
Cette dernière démarche, aussi louable ait-elle pu être, achève de détourner son électorat de lui : à l'époque, l'absinthe de Pontarlier faisait vivre toute la région du Haut-Doubs. La première distillerie de « fée verte » de France avait été fondée à Pontarlier en 1805 ; vingt-cinq distilleries employaient 3 000 des 8 000 Pontissaliens en 1900, faisant de la commune la capitale de l'absinthe...
Doublement maladroit, c'est donc absolument sans surprise qu'il est battu aux élections de mai 1898, et de nouveau en 1902. Après ce dernier échec, il se retire de la vie politique.
Philippe Grenier meurt à Pontarlier à l'âge de 78 ans, le 25 mars 1944. À titre d'hommage posthume, un collège, une rue et la mosquée de Pontarlier portent désormais son nom.

## Source radiophonique
- Anaïs Kien et Véronique Samouiloff (réal.), « Le goût de l'Algérie 2/4 : La fée verte et le burnous, Philippe Grenier de Blida à Pontarlier », La Fabrique de l'histoire, France Culture, 20 mars 2012